# Triumph TR1
Pour les articles homonymes, voir Triumph et TR1.
La Triumph TR1 ou Triumph 20TS ou Standard Vanguard 20TS est une voiture de sport concept car prototype du constructeur automobile britannique Triumph, présentée au salon de l'automobile de Londres 1952, et précurseuse des Triumph TR2 de 1953 et Triumph TR3 de 1955.

## Historique
Le groupe britannique Standard-Triumph conçoit cette version Standard Vanguard roadster « 20TS » ou « Triumph TR » (Triumph Roadster) pour succéder à ses Triumph Roadster de 1946,. 
Ce modèle économique reprend le châssis des Standard Flying Nine, les suspensions de Triumph Mayflower, et la mécanique et le moteur 4 cylindres en ligne 2 L des Standard Vanguard I.
Le design de la carrosserie roadster est confié aux designers Triumph Walter Belgrove et Henry Webster, avec des lignes modernes pour l'époque, inspirées des Jaguar XK120 concurrentes, avec ses chromes, ses phares globuleux à demi intégrés, des portières échancrées dépourvues de vitres, son arrière rétréci et effilé, et son absence de calandre (surnommée par dérision « bomb hole » (trou de bombe) par les Anglais). 
Elle est commercialisée sous le nom de Triumph TR2 (1953) puis Triumph TR3 (1955), après quelques améliorations et mises au point divers importantes de châssis, tenue de route, carrosserie, coffre, et moteur. Ancêtre des Triumph TR (en) et Triumph Spitfire, ce coupé anglais emblématique des années 1950 est un des meilleurs rapports prix/performances de l'époque, en particulier aux États-Unis qui vont absorber plus de 70 % de la production.  

## Voiture de collection
Le prototype TR1 a disparu, probablement transformé en premier prototype de TR2,. 